# John Lennon Anthology
John Lennon Anthology är en samlingsbox från 1998 med demos, alternativa tagningar och icke tidigare utgivna låtar av John Lennon som spänner över hela hans solokarriär. 
Antologin är indelad i fyra perioder av Lennons karriär: "Ascot"; "New York City"; "The Lost Weekend" och "Dakota".

## Spellista
Alla låtar är skrivna av John Lennon där inget annat namn anges

### CD 1 (Ascot)
1. "Working Class Hero" – 4:19
2. "God" – 3:32
3. "I Found Out" – 3:47
4. "Hold On" – 0:43
5. "Isolation" – 3:46
6. "Love" – 2:43
7. "Mother" – 3:49
8. "Remember" – 2:44
9. "Imagine (take 1)" – 3:21
10. "'Fortunately'" – 0:19
11. "Baby Please Don't Go" (Walter Ward) – 4:04
12. "Oh My Love" (John Lennon/Yoko Ono) – 2:53
13. "Jealous Guy" – 4:10
14. "Maggie Mae" (Trad. Arr. John Lennon/Paul McCartney/George Harrison/Richard Starkey) – 0:52
15. "How Do You Sleep?" – 5:20
16. "God Save Oz" (John Lennon/Yoko Ono) – 3:27
17. "Do the Oz" (John Lennon/Yoko Ono) – 3:08
18. "I Don't Want To Be A Soldier" – 5:20
19. "Give Peace a Chance" – 1:52
20. "Look At Me" – 2:50
21. "Long Lost John" (Trad Arr. John Lennon) – 2:14

### CD 2 (New York City)
1. "New York City" – 0:55
2. "Attica State" (live) (John Lennon/Yoko Ono) – 4:25
3. "Imagine" (live) – 3:11
4. "Bring on the Lucie (Freda Peeple)" – 4:07
5. "Woman Is the Nigger of the World" (John Lennon/Yoko Ono) – 0:39
6. "Geraldo Rivera - One to One Concert" – 0:39
7. "Woman Is the Nigger of the World" (live) (John Lennon/Yoko Ono) – 5:14
8. "It's So Hard" (live) – 3:09
9. "Come Together" (live) (John Lennon/Paul McCartney) – 4:19
10. "Happy Xmas (War Is Over)" (John Lennon/Yoko Ono) – 3:32
11. "Luck of the Irish" (live) (John Lennon/Yoko Ono) – 3:42
12. "John Sinclair" (live) – 3:43
13. "The David Frost Show" – 0:52
14. "Mind Games (I Promise)" – 1:01
15. "Mind Games (Make Love, Not War)" – 1:14
16. "One Day At A Time" – 3:13
17. "I Know" – 3:13
18. "I'm the Greatest" – 3:37
19. "Goodnight Vienna" – 2:42
20. "Jerry Lewis Telethon" – 1:59
21. "'A Kiss Is Just a Kiss'" (Herman Hupfield) – 0:11
22. "Real Love" – 4:13
23. "You Are Here" – 4:55

### CD 3 (The Lost Weekend)
1. "What You Got" – 1:14
2. "Nobody Loves You When You're Down and Out" – 5:38
3. "Whatever Gets You Thru the Night (hemma)" – 0:38
4. "Whatever Gets You Thru the Night (studio)" – 3:33
5. "Yesterday (parody)" (John Lennon/Paul McCartney) – 0:33
6. "Be-Bop-A-Lula" (Gene Vincent/Tex Davis) – 2:52
7. "Rip It Up/Ready Teddy" (Robert Blackwell/John Marascalco) – 2:32
8. "Scared" – 5:02
9. "Steel and Glass" – 4:46
10. "Surprise, Surprise (Sweet Bird of Paradox)" – 2:58
11. "Bless You" – 4:15
12. "Going Down on Love" – 0:54
13. "Move Over Ms. L" – 3:10
14. "Ain't She Sweet" (Yellen/Ager) – 0:28
15. "Slippin' and Slidin'" (Richard Penniman/Bocage/Collins/Smith) – 2:28
16. "Peggy Sue" (Jerry Allison/Buddy Holly/Norman Petty) – 1:18
17. "Bring It On Home to Me/Send Me Some Lovin'" (Sam Cooke/Leo Price) – 3:50
18. "Phil and John 1" – 2:13
19. "Phil and John 2" – 2:00
20. "Phil and John 3" – 0:54
21. "'When in Doubt, Fuck It'"  – 0:09
22. "Be My Baby" (Phil Spector/Ellie Greenwich/Jeff Barry) – 4:32
23. "Stranger's Room" – 3:17
24. "Old Dirt Road" (John Lennon/Harry Nilsson) – 3:54

### CD 4 (Dakota)
1. "I'm Losing You" – 4:06
2. "Sean's 'Little Help'" – 0:57
3. "Serve Yourself" – 3:47
4. "My Life" – 2:36
5. "Nobody Told Me" – 3:31
6. "Life Begins at 40" – 2:23
7. "I Don't Wanna Face It" – 3:31
8. "Woman" – 4:01
9. "Dear Yoko" – 2:33
10. "Watching the Wheels" – 3:04
11. "I'm Stepping Out" – 4:19
12. "Borrowed Time" – 3:57
13. "The Rishi Kesh Song" – 2:26
14. "Sean's 'Loud'" – 0:33
15. "Beautiful Boy" – 4:11
16. "Mr. Hyde's Gone (Don't Be Afraid)" – 2:41
17. "Only You" (Ande Rand/Buck Ram) – 3:24
18. "Grow Old With Me" – 3:18
19. "Dear John" – 2:13
20. "The Great Wok" – 3:13
21. "Mucho Mungo" – 1:24
22. "Satire 1" – 2:20
23. "Satire 2" – 4:34
24. "Satire 3" – 0:45
25. "Sean's "In the Sky" " – 1:22
26. "It's Real" – 1:05

## Wonsaponatime
Wonsaponatime är ett album av demos, alternativa tagningar och icke tidigare utgivna låtar av John Lennon och  är samling av höjdpunkterna från John Lennon Anthology. 

### Spellista
Alla låtar är skrivna av John Lennon där inget annat namn anges
1. "I'm Losing You" – 3:56
2. "Working Class Hero" – 3:58
3. "God" – 3:16
4. "How Do You Sleep?" – 5:00
5. "Imagine" – 3:05
6. "Baby Please Don't Go" (Walter Ward) – 4:04
7. "Oh My Love" (John Lennon/Yoko Ono) – 2:43
8. "God Save Oz" (John Lennon/Yoko Ono) – 3:20
9. "I Found Out" – 3:47
10. "Woman Is the Nigger of the World" – 5:14 Live
11. "'A Kiss Is Just A Kiss'" (Herman Hupfield) – 0:11
12. "Be-Bop-A-Lula" (Gene Vincent/T. Davis) – 2:40
13. "Rip It Up/Reddy Teddy" (Blackwell/Marascalo) – 2:26
14. "What You Got" – 1:14
15. "Nobody Loves You When You're Down And Out" – 5:02
16. "I Don't Wanna Face It" – 3:31
17. "Real Love" – 4:07
18. "Only You" (Buck Ram/Ande Rand) – 3:24
19. "Grow Old With Me" – 3:18
20. "Sean's "In The Sky" " – 1:22
21. "Serve Yourself" – 3:47